# Komati
La Komati est un fleuve d'Afrique du Sud, du Mozambique et de l'Eswatini.

## Géographie
Elle prend sa source à l'ouest de Carolina dans la province de Mpumalanga en Afrique du Sud, à 1 800 m d'altitude.
À Komatipoort, elle reçoit l'apport de la Crocodile River.
Après un parcours de 480 km, elle se jette dans l'Océan Indien au niveau de la baie de Maputo au Mozambique.

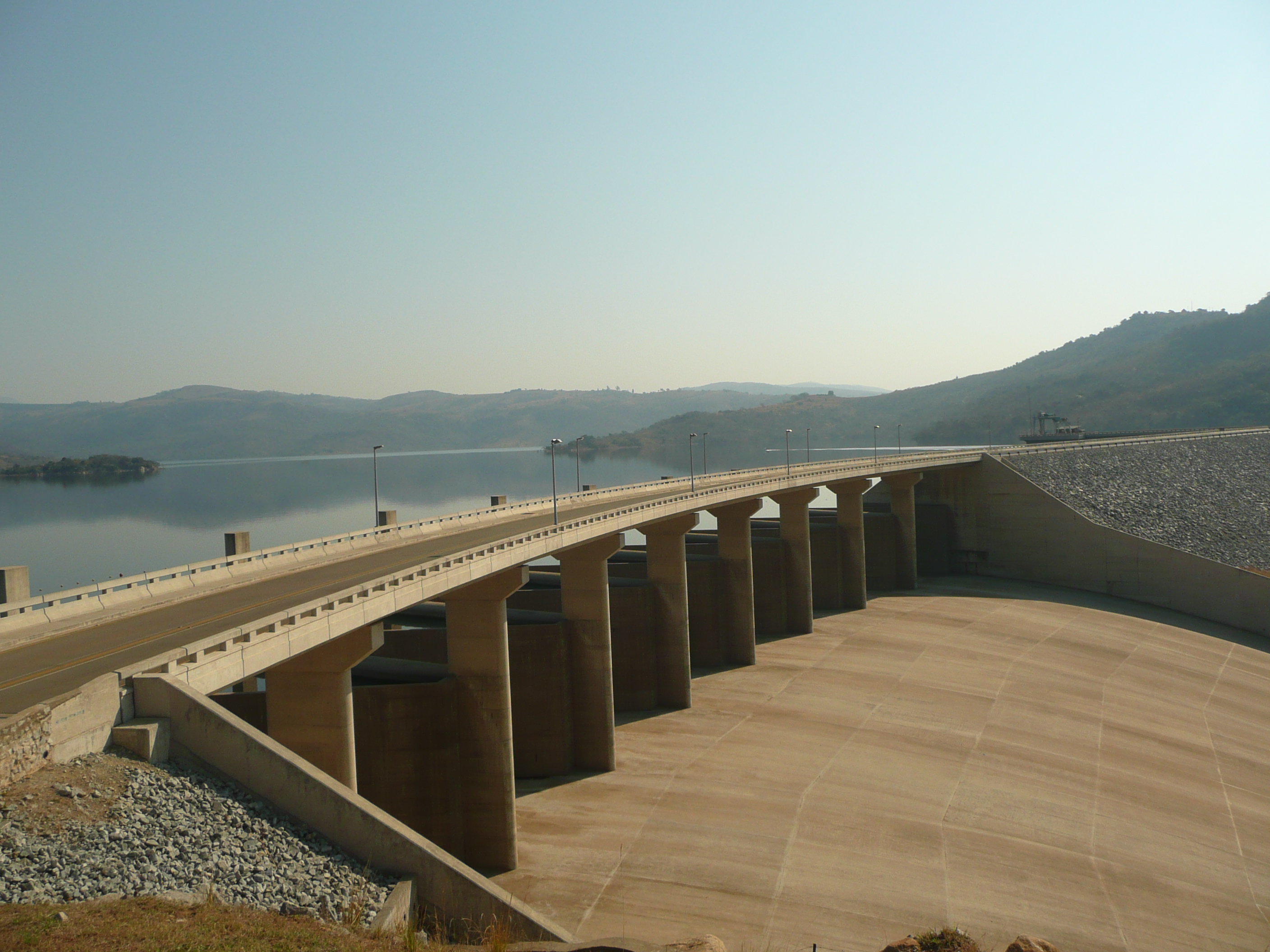
Barrage de Maguga sur la Komati au Swaziland
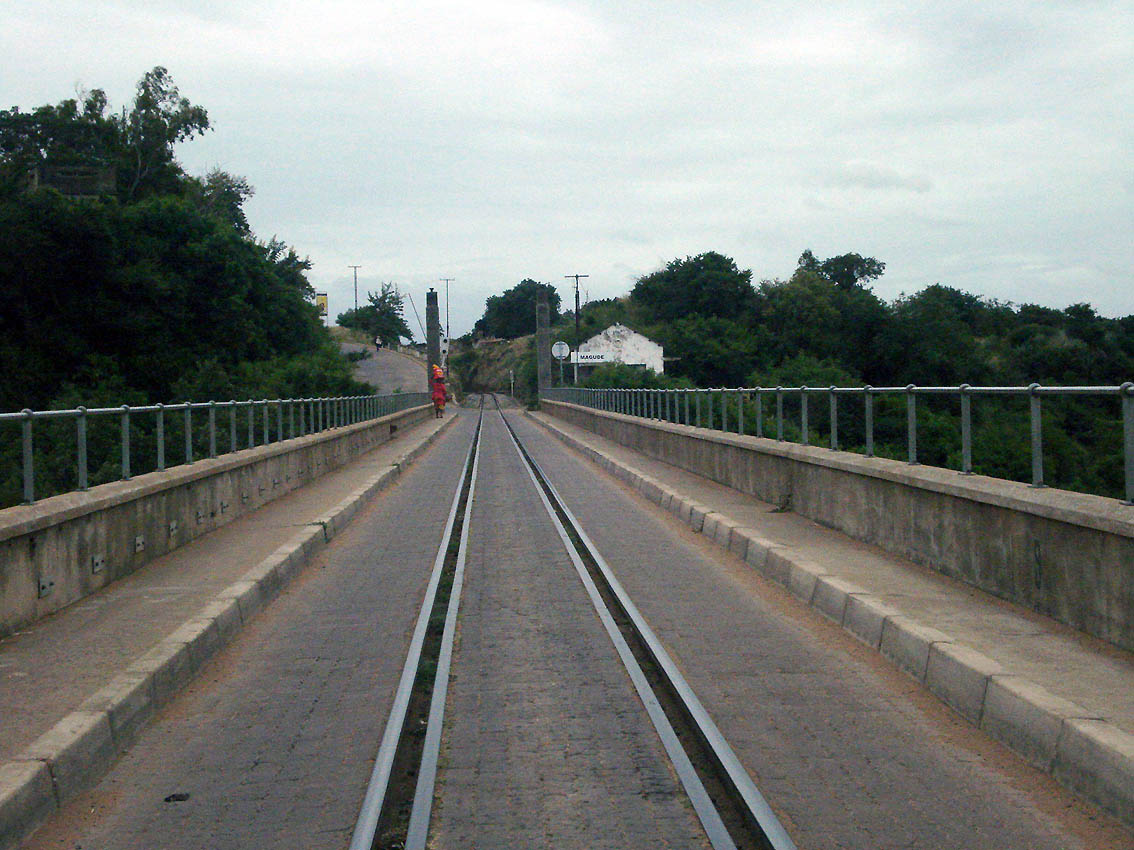
Pont route et ferroviaire de Magude